# Tournoi de tennis de Savannah
Le St. Joseph's/Candler Savannah Challenger est un tournoi international de tennis masculin du circuit professionnel Challenger. Il a lieu tous les ans au mois d'avril à Savannah, aux États-Unis.
Créé en 2009, il se joue sur terre battue (verte, Har-True) en extérieur et il fait partie du USTA French Open Wild Card Challenge qui permet de décider quel joueur Américain obtiendra l'invitation pour disputer Roland-Garros. Il remplace au calendrier le Challenger de Tunica Resorts qui se tenait depuis 2005. Organisé initialement début mai, il est replacé fin avril à partir de l'édition 2012. Il constitue généralement la dernière étape du circuit américain sur terre battue comprenant les tournois de Sarasota et de Tallahassee. The Landings Club qui accueille la compétition dispose de 20 courts.

## Palmarès messieurs

### Simple
| Année     | Vainqueur         | Finaliste          | Score             |
| --------- | ----------------- | ------------------ | ----------------- |
| 2009      | Michael Russell   | Alex Kuznetsov     | 6-4, 7-66         |
| 2010      | Kei Nishikori     | Ryan Sweeting      | 6-4, 6-0          |
| 2011      | Wayne Odesnik     | Donald Young       | 6-4, 6-4          |
| 2012      | Brian Baker       | Augustin Gensse    | 6-4, 6-3          |
| 2013      | Ryan Harrison     | Facundo Argüello   | 6-2, 6-3          |
| 2014      | Nick Kyrgios      | Jack Sock          | 2-6, 7-64, 6-4    |
| 2015      | Chung Hyeon       | James McGee        | 6-3, 6-2          |
| 2016      | Bjorn Fratangelo  | Jared Donaldson    | 6-1, 6-3          |
| 2017      | Tennys Sandgren   | João Pedro Sorgi   | 6-4, 6-3          |
| 2018      | Hugo Dellien      | Christian Harrison | 6-1, 1-6, 6-4     |
| 2019      | Federico Coria    | Paolo Lorenzi      | 6-3, 4-6, 6-2     |
| 2020-2021 | Éditions annulées | Éditions annulées  | Éditions annulées |
| 2022      | Jack Sock         | Christian Harrison | 6-4, 6-1          |

### Double
| Année     | Vainqueurs                          | Finalistes                                | Score             |
| --------- | ----------------------------------- | ----------------------------------------- | ----------------- |
| 2009      | Carsten Ball Travis Rettenmaier     | Harsh Mankad Kaes Van't Hof               | 7-64, 6-4         |
| 2010      | Jamie Baker James Ward              | Bobby Reynolds Fritz Wolmarans            | 6-3, 6-4          |
| 2011      | Rik De Voest Izak van der Merwe     | Sekou Bangoura Jesse Witten               | 6-3, 6-3          |
| 2012      | Carsten Ball Bobby Reynolds         | Travis Parrott Simon Stadler              | 7-67, 6-4         |
| 2013      | Teymuraz Gabashvili Denys Molchanov | Michael Russell Tim Smyczek               | 6-2, 7-5          |
| 2014      | Ilija Bozoljac Michael Venus        | Alex Bogomolov Facundo Bagnis             | 7-5, 6-2          |
| 2015      | Guillermo Durán Horacio Zeballos    | Dennis Novikov Julio Peralta              | 6-4, 6-3          |
| 2016      | Brian Baker Ryan Harrison           | Purav Raja Divij Sharan                   | 5-7, 7-64, [10-8] |
| 2017      | Peter Polansky Neal Skupski         | Luke Bambridge Mitchell Krueger           | 4-6, 6-3, [10-1]  |
| 2018      | Luke Bambridge Akira Santillan      | Enrique López Pérez Jeevan Nedunchezhiyan | 6-2, 6-2          |
| 2019      | Roberto Maytín Fernando Romboli     | Manuel Guinard Arthur Rinderknech         | 65-7, 6-4, [11-9] |
| 2020-2021 | Éditions annulées                   | Éditions annulées                         | Éditions annulées |
| 2022      | Ruben Gonzales Treat Huey           | Wu Tung-lin Zhang Zhizhen                 | 7-63, 6-4         |